# شوانغ لياو
شوانغ لياو (بالصينية: 双辽市) هي مدينة على مستوى مقاطعة، في الصين، تقع في سينبينغ، وجيلين، بلغ عدد سكانها 419,529 نسمة وذلك حسب إحصائيات سنة 2010، تبلغ مساحتها 3,121.2 كيلومتر مربع، رمزها البريدي هو 136400.

## المناخ
يظهر الجدول التالي التغييرات المناخية على مدار السنة لشوانغ لياو:
| البيانات المناخية لـشوانغ لياو     | البيانات المناخية لـشوانغ لياو | البيانات المناخية لـشوانغ لياو | البيانات المناخية لـشوانغ لياو | البيانات المناخية لـشوانغ لياو | البيانات المناخية لـشوانغ لياو | البيانات المناخية لـشوانغ لياو | البيانات المناخية لـشوانغ لياو | البيانات المناخية لـشوانغ لياو | البيانات المناخية لـشوانغ لياو | البيانات المناخية لـشوانغ لياو | البيانات المناخية لـشوانغ لياو | البيانات المناخية لـشوانغ لياو | البيانات المناخية لـشوانغ لياو |
| الشهر                              | يناير                          | فبراير                         | مارس                           | أبريل                          | مايو                           | يونيو                          | يوليو                          | أغسطس                          | سبتمبر                         | أكتوبر                         | نوفمبر                         | ديسمبر                         | المعدل السنوي                  |
| ---------------------------------- | ------------------------------ | ------------------------------ | ------------------------------ | ------------------------------ | ------------------------------ | ------------------------------ | ------------------------------ | ------------------------------ | ------------------------------ | ------------------------------ | ------------------------------ | ------------------------------ | ------------------------------ |
| الدرجة القصوى °م (°ف)              | 6.4 (43.5)                     | 16.8 (62.2)                    | 20.2 (68.4)                    | 28.4 (83.1)                    | 36.5 (97.7)                    | 36.7 (98.1)                    | 36.8 (98.2)                    | 36.8 (98.2)                    | 31.9 (89.4)                    | 27.7 (81.9)                    | 20.7 (69.3)                    | 11.3 (52.3)                    | 36.8 (98.2)                    |
| متوسط درجة الحرارة الكبرى °م (°ف)  | −7.7 (18.1)                    | −2.8 (27.0)                    | 5.2 (41.4)                     | 15.4 (59.7)                    | 22.6 (72.7)                    | 27.3 (81.1)                    | 28.7 (83.7)                    | 27.6 (81.7)                    | 22.5 (72.5)                    | 14.3 (57.7)                    | 3.3 (37.9)                     | −5 (23)                        | 12.6 (54.7)                    |
| المتوسط اليومي °م (°ف)             | −14.6 (5.7)                    | −10.0 (14.0)                   | −1.3 (29.7)                    | 8.4 (47.1)                     | 15.9 (60.6)                    | 21.2 (70.2)                    | 23.8 (74.8)                    | 22.2 (72.0)                    | 15.7 (60.3)                    | 7.3 (45.1)                     | −3.0 (26.6)                    | −11.4 (11.5)                   | 6.2 (43.2)                     |
| متوسط درجة الحرارة الصغرى °م (°ف)  | −20.5 (−4.9)                   | −16.2 (2.8)                    | −7.6 (18.3)                    | 1.7 (35.1)                     | 9.1 (48.4)                     | 15.4 (59.7)                    | 19.2 (66.6)                    | 17.3 (63.1)                    | 9.5 (49.1)                     | 1.3 (34.3)                     | −8.2 (17.2)                    | −16.8 (1.8)                    | 0.4 (32.7)                     |
| أدنى درجة حرارة °م (°ف)            | −33.2 (−27.8)                  | −31.4 (−24.5)                  | −24 (−11)                      | −13.5 (7.7)                    | −2.7 (27.1)                    | 3.6 (38.5)                     | 10.9 (51.6)                    | 6.2 (43.2)                     | −2.8 (27.0)                    | −14.9 (5.2)                    | −25.6 (−14.1)                  | −34.5 (−30.1)                  | −34.5 (−30.1)                  |
| الهطول مم (إنش)                    | 1.9 (0.07)                     | 2.4 (0.09)                     | 8.2 (0.32)                     | 19.2 (0.76)                    | 40.9 (1.61)                    | 72.3 (2.85)                    | 146.3 (5.76)                   | 100.8 (3.97)                   | 47.5 (1.87)                    | 24.1 (0.95)                    | 6.7 (0.26)                     | 3.4 (0.13)                     | 473.7 (18.64)                  |
| متوسط أيام هطول الأمطار (≥ 0.1 mm) | 2.1                            | 2.1                            | 3.5                            | 5.4                            | 8.6                            | 11.5                           | 12.7                           | 10.9                           | 7.7                            | 4.8                            | 3.2                            | 2.4                            | 74.9                           |
| المصدر: Weather China              |                                |                                |                                |                                |                                |                                |                                |                                |                                |                                |                                |                                |                                |

## التقسيمات الإدارية
- Zhengjiatun  [لغات أخرى]‏
- Maolin  [لغات أخرى]‏.